# Amenorroe
Amenorroe is de afwezigheid van ten minste drie menstruele perioden in de vruchtbare leeftijd. Bij jonge vrouwen en meisjes en tijdens de overgang is dit niet ongebruikelijk.
Als de menstruatie op 16-jarige leeftijd (of later) nog niet is opgetreden, wordt dit primaire amenorroe genoemd. Vaak is de oorzaak een late ontwikkeling, maar er kan sprake zijn van andere factoren, bijvoorbeeld een aandoening van de geslachtsorganen of een psychische aandoening.
Secundaire amenorroe is het uitblijven van de menstruatie bij vrouwen die eerder wel hun cyclus hebben gehad. Ook hierbij kunnen de oorzaken lichamelijk zijn (bijvoorbeeld zwangerschap), maar ook psychisch (bijvoorbeeld stress, depressie of anorexia).
Wanneer amenorroe optreedt als gevolg van een stoornis in de hormoonregulatie zonder dat er een organische aandoening is vast te stellen, spreekt men wel van functionele amenorroe.